# Egloffstein
Egloffstein – gmina targowa w Niemczech, w kraju związkowym Bawaria, w rejencji Górna Frankonia, w regionie Oberfranken-West, w powiecie Forchheim. Leży w Szwajcarii Frankońskiej.
Gmina leży ok. 15 km na wschód od Forchheim, ok. 35 km na południowy zachód do Bayreuth i 30 km na północ od Norymbergi.

## Podział administracyjny
W skład gminy wchodzą następujące części miejscowości (Ortsteile): Affalterthal, Bieberbach, Hundshaupten, Hundsboden, Egloffsteinerhüll, Hammerbühl, Schlehenmühle i Schweinthal.

## Polityka
Wójtem jest Christian Meier. Rada gminy składa się z 14 członków:
|      | CSU | FW Affalterthal | Gminna Lista Niezrzeszonych | Związek Wiejski Bieberbach | Związek Obywateli Hundshaupten Hundsboden | WG Schweinthal Schlehenmühle Äpfelbach | Razem     |
| 2002 | 4   | 2               | 3                           | 3                          | 1                                         | 1                                      | 14 miejsc |

## Zabytki i atrakcje

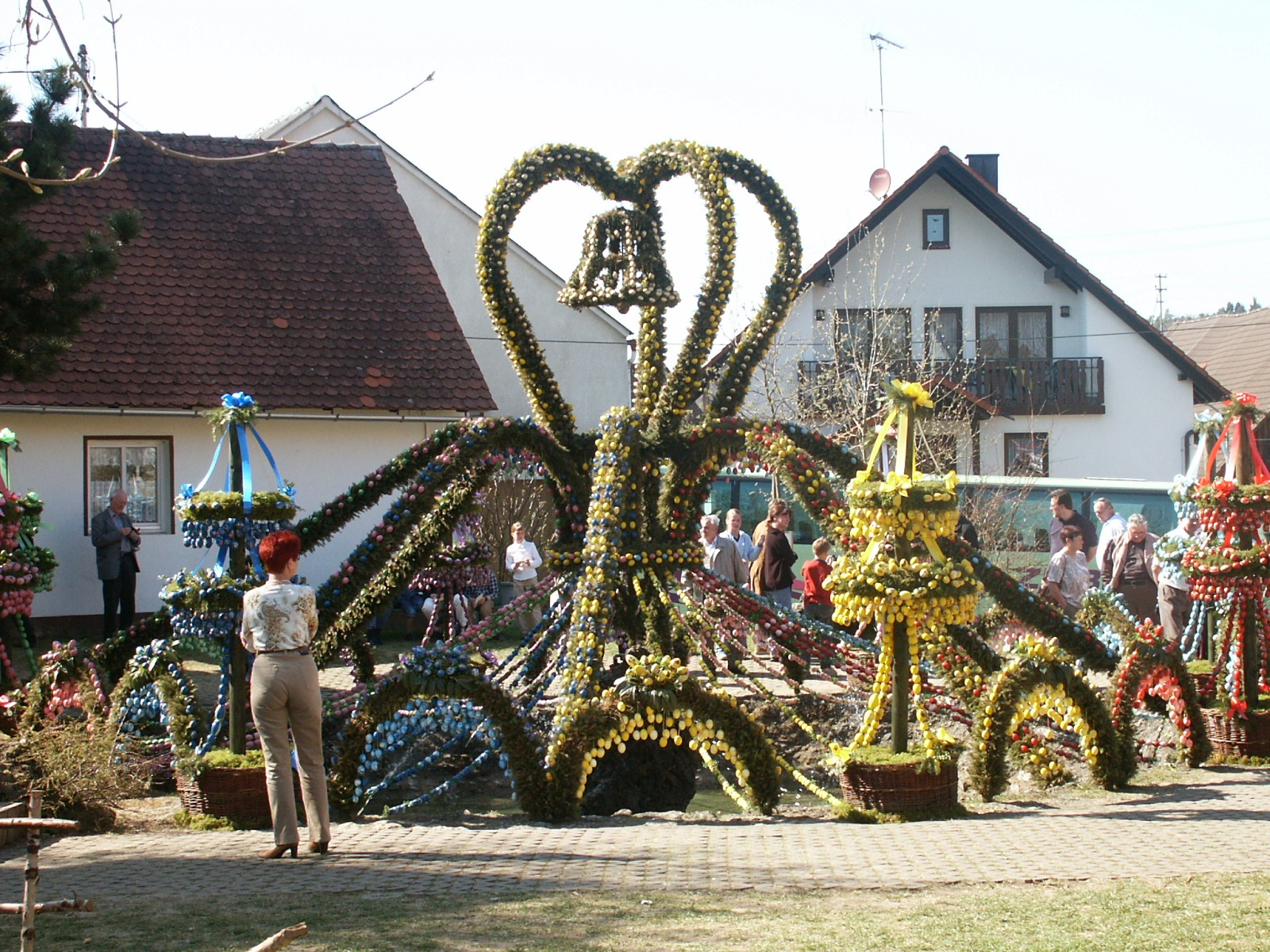
Fontanna świątecznie udekorowana

- zamek Egloffstein

## Osoby związane z gminą
- Julie Gräfin von Egloffstein – malarka, mieszkała tutaj
- Oleg Konstantinowitsch Popow – rosyjski klaun i mim, mieszka tutaj